# Blonde Redhead
Blonde Redhead es una banda estadounidense de rock alternativo integrada por Kazu Makino (vocales, teclados, guitarra rítmica) y los gemelos Simone Pace (batería, teclados) y Amedeo Pace (guitarra principal, bajo, teclado, vocales). Se formó en 1993 en la ciudad de Nueva York.
Los primeros álbumes de la banda se destacaron por sus influencias de noise rock, pero su sonido evolucionó a principios de la década de 2000 con los lanzamientos de Misery is a Butterfly (2004) y 23 (2007), que incorporaron elementos de dream pop, shoegaze y otros géneros.
Su nombre viene de una canción de una banda de los años 1980 llamada DNA.
En 1998, nuevamente como un trío, lanzaron su cuarto álbum, In an Expression of the Inexpressible, que fue producido por Guy Picciotto, guitarrista y vocalista de la banda Fugazi. A este le siguieron Melody of Certain Damaged Lemons (2000), Mélodie Citronique EP (2000), Misery Is a Butterfly (2004) y 23 (2007).
El grupo obtuvo más reconocimiento al aparecer su canción For the Damaged Coda al final de los episodios 10 y 28 de la serie Rick y Morty, asociándose con el personaje conocido entre los fanes como Evil Morty, y posteriormente siendo usado como canción de fondo de ciertos Memes en Facebook.

## Historia

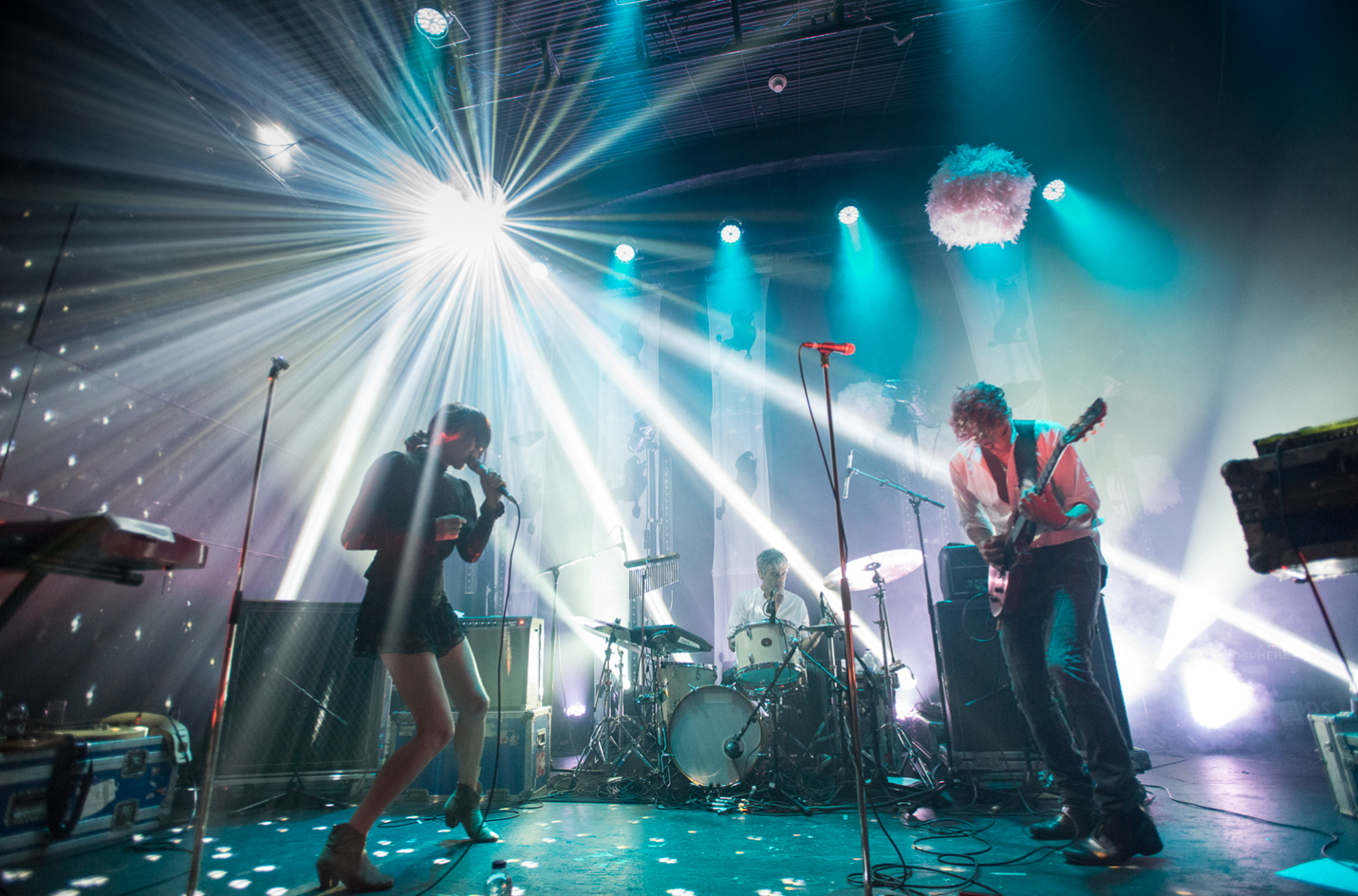
Blonde Redhead en vivo al Agora des arts de Rouyn-Noranda en Canadá, sobre el Festival de musique émergente en augusto de 2013.

Amedeo y Simone Pace nacieron en Milán, Italia, y crecieron en Montreal (Saint-Léonard), aunque luego se mudaron a Boston para estudiar jazz. Después de obtener su licenciatura, ingresaron a la escena musical underground de la ciudad de Nueva York. Blonde Redhead se formó en Nueva York en 1993 después de que Amedeo y Simone conocieron a Kazu Makino, una estudiante de arte en ese momento, por casualidad en un restaurante italiano local.
Su álbum debut homónimo fue lanzado en 1995, producido por Steve Shelley, baterista de Sonic Youth. Poco después, el cuarto miembro Maki Takahashi dejó la banda y fue reemplazado por su amigo Toko Yasuda como bajista. Yasuda tocó en el segundo álbum de la banda, La Mia Vita Violenta, también lanzado en 1995. Ambos registros aparecieron en la etiqueta de Nueva York Smells Like. La banda continuó como un trío.
Su tercer álbum, Fake Can Be Just as Good, fue lanzado a través de Touch & Go en 1997. La banda contó con la ayuda de Vern Rumsey de Unwound, quien desempeñó el papel de bajista invitado. Para los álbumes siguientes contaron con la colaboración de Skúli Sverrisson, a quien los gemelos conocían de su estancia en Boston.
En su cuarto álbum, In an Expression of the Inexpressible, Guy Picciotto de Fugazi fue contratado como productor. Picciotto también contribuyó en la construcción de la canción "Futurismo vs. Passéism Parte 2", así como también le prestó su voz en el lanzamiento de 1998. En 2000 Picciotto también coprodujo Melody of Certain Damaged Lemons con Ryan Hadlock, un álbum sobre la relación entre Makino y Amedeo Pace.
El retraso de cuatro años entre Melody of Certain Damaged Lemons y Misery Is a Butterfly se atribuye al tiempo de recuperación de Makino después de haber sido pisoteada por un caballo. Gran parte de las imágenes visuales y letras de Misery Is a Butterfly reflejan el accidente, especialmente en el video musical de "Equus". Fue la última vez que Picciotto trabajó como productor para la banda.
En 2006, Makino grabó voces para la película Hermanas. Alan Moulder mezcló el álbum 23 del trío, que fue lanzado en 4AD, en abril de 2007.
A mediados de 2008, escribieron y grabaron la partitura del documental The Dungeon Masters. La película se estrenó en el Festival Internacional de Cine de Toronto y fue lanzada el 12 de febrero de 2010; un álbum de la banda sonora fue lanzado en julio de 2010. En 2009, Blonde Redhead contribuyó al álbum de beneficencia a víctimas del sida Dark Was the Night producido por Red Hot Organization.
En marzo de 2010, la banda incluyó una versión demo de la canción "Not Getting There" en una muestra de la discográfica 4AD titulada Fragments From Work in Progress. Su octavo álbum, Penny Sparkle, fue lanzado en septiembre de 2010 a través de 4AD. El álbum fue nuevamente mezclado por Alan Moulder, y alcanzó la posición número 79 en la lista Billboard 200. Para la gira posterior, la banda agregó un reproductor de teclado. La banda lanzó un EP de remix de seis pistas en julio de 2011.
Un año después, la banda comenzó el proyecto para su próximo álbum, pero sin el apoyo de 4AD. Autofinanciado, la banda se embarcó en un calendario de grabación desordenado con el productor Drew Brown. Simone Pace señaló sobre la participación de Brown: "tiene mucha experiencia y definitivamente dictaba la dirección del disco, las elecciones de los instrumentos, el concepto y hasta lo más mínimo". Forzó a la banda a usar instrumentos analógicos.
La banda lanzó su noveno álbum, Barragán, el 2 de septiembre de 2014 a través de Kobalt. Fue precedido por el sencillo "No More Honey" que apareció en junio. Fue seguido por el segundo sencillo, "Dripping", que incluía un video. La banda también proporcionó la banda sonora de la película danesa The Commentator.
En junio de 2016 se anunció que la banda lanzaría el set de caja Masculin Féminin el 30 de septiembre a través de The Numero Group. Contiene 37 pistas, que cubren los primeros dos álbumes, sencillos asociados, sesiones de radio y demos inéditos de la época.

## Discografía
- 1995: Blonde Redhead
- 1995: La Mia Vita Violenta
- 1997: Fake Can Be Just as Good
- 1998: In an Expression of the Inexpressible
- 2000: Melody of Certain Damaged Lemons
- 2004: Misery Is a Butterfly (US #180, ITA #42)
- 2007: 23 (US #63, ITA #20, UK #152)
- 2010: Soundtrack: The Dungeon Masters
- 2010: Penny Sparkle
- 2014: Barragán
- 2016: Masculine Féminine
- 2023: Sit Down for Dinner